# いちごみるく色に染まりたい。
いちごみるく色に染まりたい。（いちごみるくいろにそまりたい）は、日本の女性アイドルグループ。ベリーベリープロダクション所属。

## 概要
2016年11月に元乙女新党の高橋優里花がメンバー兼プロデューサーとして結成。当初は全員がピンク担当としていた。
2017年11月に高橋の卒業を機にグループ名から「。」（句点）を取る改名を行い、毎日YouTubeに動画をアップする活動などを開始した。2018年3月には寺尾の卒業を機に、いつものふわふわピンクな「表いちご」、ロックで真っ黒な「裏いちご」という2つのコンセプトで活動をした。
2018年6月にメンバーが全員入れ替わることになり「第2章新体制」をスタート。「。」を復活させ、元の名前に戻した。また、担当カラー制、サポートメンバー「染友」（そめとも）制を導入した。
2019年4月に公式ライバル「No, SateLight」との期間限定コラボユニット「いちごみるくいろに染まりたい。光（ライト）」を結成し活動をした。
2019年10月にグループ創設者の高橋と同じく元乙女新党の長谷川愛里が正式加入したのを機に「第2幕新体制」として活動を開始した。
2021年7月に第1幕第2章からリーダーとして活動していた鈴丸の卒業を機に「第3幕新体制」として活動を開始した。結成5周年を迎えるにあたり結成当初のメンバー全員がピンク担当に戻した。 
2024年9月に第3幕リーダー七瀬の卒業を機に「第4幕新体制」として活動を開始した。

## 来歴
2016年
- 11月19日、高橋優里花、芦坂早菜、寺尾音々、川崎実祐、柳宙見の5人で結成。
- 12月24日、恵比寿CreAtoにて1stワンマンライブ『クリスマスをいちごみるく色に染めましょう』を開催。

2017年
- 4月2日、元ハロプロ研修生の仲野りおんが加入。6人体制となる。また、公式ライバルユニットとなる「No,SateLight」（ノーサテライト）もお披露目された[4]。
- 8月4日、TOKYO IDOL FESTIVAL 2017に出演[5]。
- 8月27日、＠JAM EXPO 2017に出演[6]。
- 8月31日、TwitCastingの配信にて高橋がグループ卒業と芸能界引退を発表。
- 9月8日、SHIBUYA DESEOにて定期公演を開催。その後、10月9日、11月12日にも開催された。（全3回）
- 11月7日、デビューシングル「ももいろラブモーション」を発売。
- 11月19日、白金高輪SELENE b2にて開催された1周年記念ワンマンライブ『それぞれの色に染まりたい。』をもって高橋が卒業。5人体制となる[7]。
- 11月26日、新体制お披露目。グループ名から「。」を取り「いちごみるく色に染まりたい」への改名、毎日YouTubeへ動画投稿＆定期公演（おゆうぎ会）開催が発表された[8]。
- 12月30日、PLUG IN STUDIOにて第1回おゆうぎ会を開催。

2018年
- 2月25日、PLUG IN STUDIOにて開催された『いちごみるく色に染まりたい 寺尾音々卒業式』をもって寺尾が卒業。4人体制となる。
- 6月16日、新宿RUIDO K4にて開催された『卒コン いちごみるく色に染まりたい～第二章の始まり～』をもってメンバー4名全員が卒業[9]。
- 6月24日、新メンバーの大場美優佳、大森舞生、夢乃まゆこ、伊藤星、鈴丸すうによる「第2章新体制」のお披露目が行われ、5人体制となる[10]。「いちごみるく色に染まりたい。」に再改名。
- 8月5日、TOKYO IDOL FESTIVAL 2018に出演[11]。

10月20日、渋谷クロスFMにて『いちごみるく色に染まりたい。の「染まりたいTV」』の放送開始。（毎月第3土曜日、2019年3月までの全6回）
- 12月8日、新宿RUIDO K4にて『新苺1stワンマン いちごみるく色だけに染まりたい。』を開催。

2019年
- 1月27日、池袋CYBERにて開催された『いちごみるく色に染まりたい。 大場美優佳卒業 ～第3章のはじまり～』をもって大場が卒業。
- 2月3日、新メンバーとして藤田梨々花が加入[12]。5人体制を維持。
- 2月7日、ソフマップAKIBA④号店アミューズメント館にて定期公演を開始。（毎月第1木曜日、新型コロナウイルス感染症の影響により2020年2月を最後に中止）
- 3月30日、大森が卒業。4人体制となる。
- 4月4日、「No,SateLight」の藤縄穂月、鳥羽加奈子が加わり、期間限定コラボユニット「いちごみるく色に染まりたい。光（ライト）」を始動[13]。
- 6月23日、新宿KeyStudioにて『新苺１周年記念パーティー』を開催。スペシャルゲストとして元メンバー芦坂早菜（田畑圭南）が出演。
- 8月2日・3日、TOKYO IDOL FESTIVAL 2019にいちごみるく色に染まりたい。光として出演[14]。
- 8月17日、『ベリーといて夏まつり』をもっていちごみるく色に染まりたい。光コラボ終了。
- 9月5日、ソフマップ定期公演にて新メンバーとして元乙女新党の長谷川愛里をお披露目[15]。
- 9月29日、『GIRLS VISION＠新宿KeyStudio』にて、夢乃、伊藤、藤田が卒業。
- 10月3日、ソフマップ定期公演にて鈴丸、長谷川の2人により第2幕新体制スタート。
- 12月5日、ソフマップ定期公演にて候補生として活動していた原田亜美、夕月朝葉が正規メンバーに昇格。

2020年
- 4月5日、原田が卒業。
- 4月15日、長谷川愛里が卒業。
- 4月21日、候補生として活動していた長谷川める（姫宮める）が正規メンバーに昇格。
- 6月20日、新メンバーとして元FAVO♡の本間菜穂が加入。
- 7月12日、派生ユニットとして「いちみるJr.」がデビュー。
- 10月2日、TOKYO IDOL FESTIVAL オンライン2020 IDOL SHOWCASEに出演。
- 10月8日、『いちごみるく色に染まりたい。新メンバーオーディション』の結果、森田みなみの加入を発表。
- 11月3日、SHIBUYA DESEOにて『いちみるワンマンライブ～いちごみるく色だけに染まりたい。～』を開催。新メンバー森田をお披露目。候補生として活動していた七瀬うみが正規メンバーに昇格。シード加入メンバーとして櫻井花子が加入。また、鈴丸、本間、七瀬、森田、櫻井の5人で派生ユニットとして「大人組」を結成。
- 12月27日、六本木 CLUB EDGEにて開催された『いちみるアンコールワンマン ～夕月朝葉 卒業サヨナラホームラン～ 第2幕第4章のはじまり』をもって夕月が卒業。

2021年
- 3月21日、新宿アルタKeyStudioにて開催された『本間菜穂卒業公演 ～第2幕第5章のはじまり～』をもって本間が卒業。
- 3月27日、東京アイドル劇場公演にてシード加入メンバーとして活動していた櫻井、染友として活動していた石田美羽、花咲らなが正規メンバーに昇格、7人体制となる。また七瀬の担当カラーを紫からローズピンクに変更。
- 6月27日、六本木 CLUB EDGEにて開催された『鈴丸すう卒業公演 いちごみるく色に染まりたい。 ～第3幕のはじまり～』をもって鈴丸が卒業。
- 7月25日、DESEO mini with VILLAGE VANGUARDにて開催された『いちみるワンマン ～花咲らな卒業公演～ 第3幕第1章のはじまり』をもって花咲が卒業。また櫻井の担当カラーを青からピンキーピンク、石田の担当カラーを黄色からベイビーピンクに変更、染友として活動している安土姫華の担当カラーをミルキーピンクとした。
- 10月3日、TOKYO IDOL FESTIVAL 2021 IDOL SHOWCASEに出演。
- 11月3日、DESEO SUPER LIVEにて染友として活動していた安土が正規メンバーに昇格。
- 11月14日、新宿アルタKeyStudioにて『いちごみるく色に染まりたい。5周年記念ワンマン ～これからも染まってほしいの～』を開催[16]。

2022年
- 3月27日、石田が卒業。
- 7月19日、櫻井が卒業。
- 8月7日、TOKYO IDOL FESTIVAL 2022に出演[17]。
- 8月27日、＠JAM EXPO 2022に出演[18]。
- 10月29日、染友として活動している桃瀬陽菜の担当カラーをピーチピンクとした。
- 11月13日、なかのZERO小ホールにて『いちごみるく色に染まりたい。6周年スペシャルライブ』を開催。ゲストとして元メンバーの鈴丸すう、小久保憐（夕月朝葉）、本間菜穂、櫻井花子、いちみる光として活動した鳥羽かなこ（鳥羽加奈子）らが出演。
- 12月18日、東京アイドル劇場公演にて染友として活動していた桃瀬が正規メンバーに昇格。

2023年
- 3月26日、シダックスカルチャーホールにて開催された『アイゲキ いちごみるく色に染まりたい。 姫宮める卒業公演』をもって姫宮が卒業。
- 7月2日、超NATSUZOME2023に出演。
- 8月4日、TOKYO IDOL FESTIVAL 2023に出演[19]。
- 8月6日、TIF2023とTikTokのコラボ企画『TIF2023推しプレゼン大会』におけるステージ出演権獲得に伴い8月6日もTIF2023に出演。TikTokとのコラボステージ『明日バズりたい選手権2023』に出演し優勝[20]。
- 11月19日、GOTANDA G6にて『いちごみるく色に染まりたい。7周年記念ライブ』を開催。ゲストとして元メンバーの櫻井花子が出演。
- 12月16日、染友として活動している宮園琉心の担当カラーをサーモンピンク、長島優月の担当カラーをコーラルピンクとした。

2024年
- 3月2日、DESEO mini with VILLAGE VANGUARDにて開催された『森田みなみ卒業公演　いちごみるく色に染まりたい。 ～373ml～』をもって森田が卒業。
- 8月2日、TOKYO IDOL FESTIVAL 2024に出演[21]。
- 9月23日、なかのZERO小ホールにて開催された『IDOL SODA Stream!! いちごみるく色に染まりたい。 七瀬うみ卒業公演』をもって七瀬が卒業。ゲストとして元メンバーの石田美羽、森田みなみが出演。
- 11月3日、セカイベフェス vol.60にて染友として活動していた宮園、長島、南乃月海が正規メンバーに昇格。
- 11月17日、GOTANDA G7にて『IDOL SPIRITS 11月号 c/w いちみるデビュー8周年記念日』が開催され、8周年記念ライブが行われた。ゲストとして元メンバーの七瀬うみが出演。
- 12月15日、南乃の担当カラーをムーンピンクとした。

2025年
- 2月2日、GOTANDA G7にて開催された『セカイべフェス vol.66 c/w 桃瀬陽菜(いちみる)卒業公演』をもって桃瀬が卒業。
- 3月9日、高田馬場BSホールにて開催された『アイゲキ いちごみるく色に染まりたい。長島優月卒業公演』をもって長島が卒業。ゲストとして元メンバーの七瀬うみが出演。
- 4月27日、シダックスカルチャーホールにて開催された『アイゲキ いちごみるく色に染まりたい。宮園琉心卒業公演』をもって宮園が卒業。ゲストとして元メンバーの七瀬うみ、長島優月が出演。
- 6月1日、GOTANDA G7にて開催された『セカイべフェス vol.74 c/w 南乃月海卒業公演』をもって南乃が卒業。ゲストとして元メンバーの長島優月が出演。
- 8月1日、正規メンバーの安土、染友として活動している一期ありさ、いちみるJr.の鷹宮瑛茉、あやね、新人メンバーの松下愛來、片山和奏の6人でTOKYO IDOL FESTIVAL 2025に出演[22]

## メンバー
| 名前                   | 生年月日（年齢）     | 出身地 | 担当色         | 加入・昇格                     |
| ---------------------- | -------------------- | ------ | -------------- | ------------------------------ |
| 安土姫華 あんど ひめか | 2007年4月3日（18歳） | 東京都 | ミルキーピンク | 2021年11月 (2021年3月から染友) |

### 染友（そめとも）
第1幕第2章より正規メンバーが出演できない場合に代役で出演するサポートメンバー。

第2幕以降は正規メンバーの人数不足を補う役割を担い正規メンバー候補生としての存在となっている。 
| 名前                     | 生年月日（年齢）      | 出身地 | 担当色 | 染友加入  |
| ------------------------ | --------------------- | ------ | ------ | --------- |
| 一期ありさ いちご ありさ | 2012年3月23日（13歳） | 埼玉県 |        | 2024年4月 |

### 旧メンバー
| 名前                       | 生年月日（年齢）       | 出身地 | 担当色               | 加入・昇格                                  | 脱退       |
| -------------------------- | ---------------------- | ------ | -------------------- | ------------------------------------------- | ---------- |
| 高橋優里花 たかはし ゆりか | 1997年7月22日（28歳）  | 東京都 | ピンク               | 2016年11月                                  | 2017年11月 |
| 寺尾音々 てらお ねね       | 1998年10月13日（26歳） | 広島県 | ピンク               | 2016年11月                                  | 2018年2月  |
| 芦坂早菜 あしざか さな     | 1997年6月21日（28歳）  | 栃木県 | ピンク               | 2016年11月                                  | 2018年6月  |
| 川崎実祐 かわさき みゆ     | 2000年2月4日（25歳）   | 福岡県 | ピンク               | 2016年11月                                  | 2018年6月  |
| 柳宙見 やなぎ そらみ       | 2001年11月26日（23歳） | 千葉県 | ピンク               | 2016年11月                                  | 2018年6月  |
| 仲野りおん なかの りおん   | 2001年9月5日（23歳）   | 埼玉県 | ピンク               | 2017年4月                                   | 2018年6月  |
| 大場美優佳 おおば みゆか   | 2000年8月4日（25歳）   | 埼玉県 | 赤                   | 2018年6月                                   | 2019年1月  |
| 大森舞生 おおもり まい     | 2000年1月3日（25歳）   | 北海道 | 黄緑                 | 2018年6月                                   | 2019年3月  |
| 夢乃まゆこ ゆめの まゆこ   | 2000年9月6日（24歳）   | 東京都 | 紫                   | 2018年6月                                   | 2019年9月  |
| 伊藤星 いとう せい         | 2002年7月8日（23歳）   | 東京都 | 青                   | 2018年6月                                   | 2019年9月  |
| 藤田梨々花 ふじた りりか   | 2003年5月29日（22歳）  | 東京都 | 赤                   | 2019年2月                                   | 2019年9月  |
| 原田亜美 はらだ あみ       | 2001年1月16日（24歳）  | 広島県 | 紫                   | 2019年12月 (2019年10月から候補生)           | 2020年4月  |
| 長谷川愛里 はせがわ あいり | 2001年8月27日（23歳）  | 新潟県 | ピンク               | 2019年9月                                   | 2020年4月  |
| 夕月朝葉 ゆうづき ともは   | 2006年6月6日（19歳）   | 東京都 | 青                   | 2019年12月 (2019年11月から候補生)           | 2020年12月 |
| 本間菜穂 ほんま なほ       | 2004年4月2日（21歳）   | 埼玉県 | 赤                   | 2020年6月                                   | 2021年3月  |
| 鈴丸すう すずまる すう     | 1998年4月25日（27歳）  | 東京都 | オレンジ             | 2018年6月                                   | 2021年6月  |
| 花咲らな はなさき らな     | 2008年1月14日（17歳）  | 東京都 | 紫                   | 2021年3月 (2020年6月から染友)               | 2021年7月  |
| 石田美羽 いしだ みう       | 2007年1月21日（18歳）  | 千葉県 | 黄色 →ベイビーピンク | 2021年3月 (2019年7月から染友)               | 2022年3月  |
| 櫻井花子 さくらい はなこ   | 2001年10月14日（23歳） | 東京都 | 青 →ピンキーピンク   | 2021年3月 (2020年11月からシード加入)        | 2022年7月  |
| 姫宮める ひめみや める     | 2005年4月21日（20歳）  | 広島県 | ピンク               | 2020年4月 (2019年12月から候補生)            | 2023年3月  |
| 森田みなみ もりた みなみ   | 1999年4月2日（26歳）   | 千葉県 | パールピンク         | 2020年11月 (新メンバーオーディション合格者) | 2024年3月  |
| 七瀬うみ ななせ うみ       | 1999年3月13日（26歳）  | 東京都 | 紫 →ローズピンク     | 2020年11月 (2019年12月から候補生)           | 2024年9月  |
| 桃瀬陽菜 ももせ ひな       | 2004年10月2日（20歳）  | 東京都 | ピーチピンク         | 2022年12月 (2021年12月から染友)             | 2025年2月  |
| 長島優月 ながしま ゆづき   | 2010年8月22日（14歳）  | 東京都 | コーラルピンク       | 2024年11月 (2023年4月から染友)              | 2025年3月  |
| 宮園琉心 みやぞの るな     | 2010年7月17日（15歳）  | 東京都 | サーモンピンク       | 2024年11月 (2023年4月から染友)              | 2025年4月  |
| 南乃月海 みなみの るな     | 2003年12月26日（21歳） | 東京都 | ムーンピンク         | 2024年11月 (2024年3月から染友)              | 2025年6月  |

## 作品
順位はオリコン週間ランキング最高位。

### シングル
- ももいろラブモーション（2017年11月7日、BRTW-1044、41位）[24]

### オリジナル曲
1. ももいろラブモーション
  - 作詞・作曲：今城沙々、編曲：YamaTo、振付：ミキティー本物
2. ロリポップ
  - 作詞・作曲：今城沙々、編曲：YamaTo、振付：ミキティー本物
3. ミッドナイト
  - 作詞・作曲：今城沙々、編曲：YamaTo、振付：ミキティー本物
4. 動物園
  - 作詞：ヒロシ/高橋優里花、作曲：久保こーじ、編曲：アゲオシ製作所、振付：ミキティー本物
5. 幸せを他人の定規で測るなんて馬鹿げてる
  - 作詞：溝口貴紀、作曲・編曲：酒井陽一、振付：石井明彦
6. ハートピース
  - 作詞・作曲・編曲：koma'n、振付：振付師ユニットAz+
7. ブランニューライト - 裏いちご曲
  - 作詞：メンバー／ヨシユキハセベー、作曲：井口イチロウ、振付：KYOKA
8. キライキライキライ - 裏いちご曲
  - 作詞：メンバー／ヨシユキハセベー、作曲：ヨシユキハセベー、振付：KYOKA
9. アウェイキング - 裏いちご曲
  - 作詞：メンバー／ヨシユキハセベー、作曲：ヨシユキハセベー、振付：KYOKA
10. すたこらいふ！
  - 作詞・作曲・編曲：koma'n、振付：槙田紗子
11. Strawberry Night
  - 作詞・作曲・編曲：koma'n、振付：Black Diamond -from 2000-/石井明彦
12. キミ色塗りたて注意書き
  - 作詞：伊藤星、作曲：ヨシユキハセベー、振付:鈴丸すう
13. PRINCESS FLOWER
  - 作詞・作曲・編曲：koma'n、振付：石井明彦
14. すいーとばいぶる
  - 作詞・作曲・編曲：koma'n、振付：RYONRYON
15. 完全万全神展開
  - 作詞・作曲・編曲：田中詞崇、振付：平山佳延 
 フジテレビ系 ナイト (フジテレビ) 魔女に言われたい夜 2022年6月度エンディングテーマ
16. ガチ恋プロミスファンタジー
  - 作詞・作曲・編曲：福島一光、振付：石井明彦
17. いちごーいんぐMYウェイ⤴︎
  - 作詞・作曲・編曲：福島一光、振付：槙田紗子

## 出演

### ラジオ
- いちごみるく色に染まりたい。の「染まりたいTV」（2018年10月 - 2019年3月、渋谷クロスFM）

### ネット配信
- 熱闘！風男塾net 12時間生配信SP ゲストトーク （2018年2月23日、SHOWROOM）